# Dolce (nome)
Dolce  è un nome proprio di persona italiano maschile e femminile.

## Varianti
- Alterati
  - Maschili: Dolcino[1][2], Dolcissimo[1]
  - Femminili: Dolcina[1][2], Dolcissima[1][3]

### Varianti in altre lingue
- Femminili:
  - Catalano: Dolça[4]
  - Inglese: Dulcie[5][6]
    - Medio inglese: Dulce[6], Dulse[6], Doulce[6], Doulse[6], Dowlse[6], Dowse[5], Dowce[6], Douse[6], Dauce[6], Douce[6], Duce[5]

  - Portoghese: Dulce[7]
  - Spagnolo: Dulce[4][7]

## Origine e diffusione
Si tratta di un nome tipicamente augurale e affettivo, basato sull'omonimo aggettivo, dal latino dulcis, "dolce" (significato analogo a quello dei nomi Glicerio e Shirin); nel caso della variante Dolcino, tuttavia, è possibile anche un uso per motivi ideologici, generalmente libertari o anticlericali, in riferimento a fra Dolcino, un predicatore fondatore della setta degli apostolici o dolciniani, scomunicato e arso sul rogo verso gli inizi del 1300.
La variante superlativa "Dolcissima", in uso già nel tardo Medioevo anche nella forma Dulcissima, è nome tipico del Lazio e riflette il culto di santa Dolcissima, patrona di Sutri. 
Un nome corrispondente era usato anche in Inghilterra nel Medioevo, in numerose forme vernacolari quali Dowse e Douce, poi cadute in disuso; nel XIX secolo è tornata in voga la forma Dulcie.

## Onomastico
L'onomastico si può festeggiare il 16 settembre in ricordo di santa Dolcissima, vergine e martire a Sutri sotto Diocleziano, oppure il 13 agosto in memoria di santa Irmã Dulce, religiosa brasiliana delle Suore missionarie dell'Immacolata Concezione della Madre di Dio.

## Persone

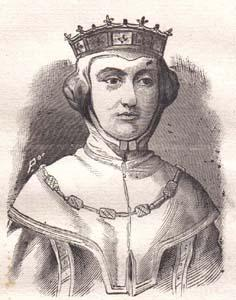
Dolce di Barcellona

### Femminile
- Dolce di Barcellona, regina consorte di Portogallo
- Dolce di Foix, contessa consorte di Urgell
- Dolce I di León, regina di León
- Dolce I de Pallars Jussà, contessa di Pallars Jussà
- Dolce I di Provenza, contessa di Provenza
- Dolce II di Provenza, contessa di Provenza e di Melgueil

### Variante femminile Dulce
- Irmã Dulce, religiosa brasiliana

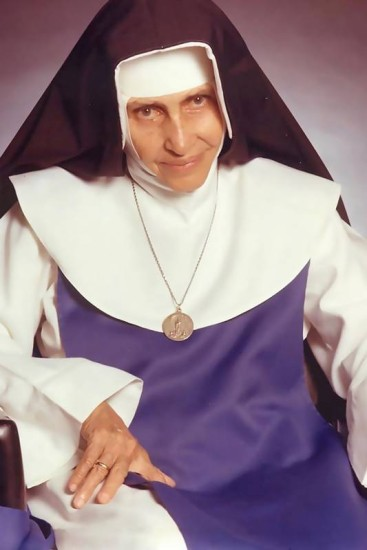
Irmã Dulce

- Dulce María, cantautrice, attrice e ballerina messicana
- Dulce Maria Cardoso, scrittrice portoghese
- Dulce Chacón, scrittrice e poetessa spagnola
- Dulce María Loynaz, scrittrice, poetessa e avvocata cubana
- Dulce Pontes, cantautrice portoghese
- Dulce Santucci, autrice televisiva, sceneggiatrice e drammaturga brasiliana
- Dulce María Sauri Riancho, politica messicana
- Dulce Téllez, pallavolista cubana naturalizzata portoricana

### Variante femminile Dulcie
- Dulcie Gray, attrice, cantante e scrittrice britannica
- Dulcie September, attivista sudafricana

### Varianti maschili
- Fra Dolcino, predicatore italiano

## Il nome nelle arti
- Dulcina Linares (in italiano Dorina Linares) è personaggio della telenovela messicana Rosa selvaggia.